# Ḩeşār Qareh Bāghī
Ḩeşār Qareh Bāghī (persiska: حِصار قَرِه باغی, حِصار, حِصارِ قَرَه باغی, حصارقره باغی) är en ort i Iran.   Den ligger i provinsen Hamadan, i den nordvästra delen av landet, 300 km väster om huvudstaden Teheran. Ḩeşār Qareh Bāghī ligger 2 046 meter över havet och antalet invånare är 945.
Terrängen runt Ḩeşār Qareh Bāghī är huvudsakligen kuperad, men åt sydost är den bergig.Runt Ḩeşār Qareh Bāghī är det ganska tätbefolkat, med 86 invånare per kvadratkilometer. Närmaste större samhälle är Pasragad Branch, 19,2 km öster om Ḩeşār Qareh Bāghī. Trakten runt Ḩeşār Qareh Bāghī består i huvudsak av gräsmarker.